# Priene

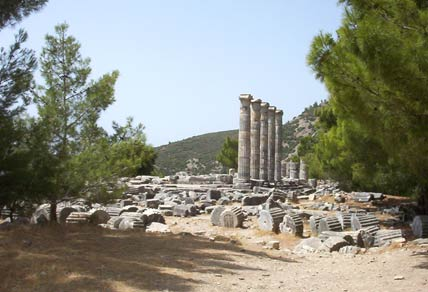
Die Ruine des Athena-Tempels in Priene

Priene (altgriechisch Πριήνη) war eine antike Stadt in Kleinasien im Westen der heutigen Türkei. Die Ruinen der Stadt liegen beim heutigen Ort Güllübahçe im Landkreis Söke der Provinz Aydın.

## Geschichte
Priene liegt nördlich von Milet auf der gebirgigen Halbinsel Mykale. Die genaue Lage der ersten Ansiedlung der Priener ist nicht bekannt.
Die Ursprünge der Stadt liegen im Dunkel der Geschichte. Laut Pausanias nahmen griechische Einwanderer, und zwar Ionier und Thebaner, die Stadt von den Karern ein.
Priene war Mitglied des spätestens im 8. Jahrhundert v. Chr. gegründeten Ionischen Städtebundes und wurde nach der Zerstörung der karischen Stadt Melie Schutzmacht des Bundesheiligtums Panionion. Schriftlich erwähnt wurde die Stadt erst im Zusammenhang mit den Einfällen der Kimmerier im 7. Jahrhundert v. Chr., die in der gesamten Region plünderten, das phrygische Reich und beinahe auch das lydische zerstörten. Anschließend entbrannten mit Samos Streitigkeiten um fruchtbares Land im Norden des Bergzuges der Mykale, die bis zum Ende des 2. Jahrhunderts fortdauerten. Um 645 geriet Priene unter die Oberherrschaft der Lyder. Im frühen 6. Jahrhundert v. Chr. lebte in Priene der Gesetzgeber Bias, einer der Sieben Weisen. Als 545 v. Chr. die Perser das lydische Reich angriffen, hielten die meisten ionischen Städte diesem die Treue. Priene und die Nachbarstadt Magnesia sollen nach der Eroberung durch Mazares zerstört und die Bewohner in die Sklaverei verkauft worden sein. Das Ausmaß dieser Verwüstung ist zweifelhaft, da die griechischen Städte bereits wenig später zu Abgaben verpflichtet wurden. Priene beteiligte sich 494 mit zwölf Schiffen an der Seeschlacht vor der Insel Lade (im Rahmen des Ionischen Aufstands 501–494 v. Chr.) und wurde wie die anderen ionischen Städte nach der Niederlage zerstört. Auch nach dem Sieg der Griechen über die Perser erholte sich Priene nur langsam. In den Tributlisten des Attischen Seebundes erschien Priene nur sporadisch. Es trat im 5. Jahrhundert v. Chr. nicht mehr als kriegsführende Partei auf, sondern die umliegenden Städte stritten sich um Priene. 387 v. Chr. kam Priene mit den anderen ionischen Städten im sogenannten Königsfrieden wieder zum Persischen Reich.

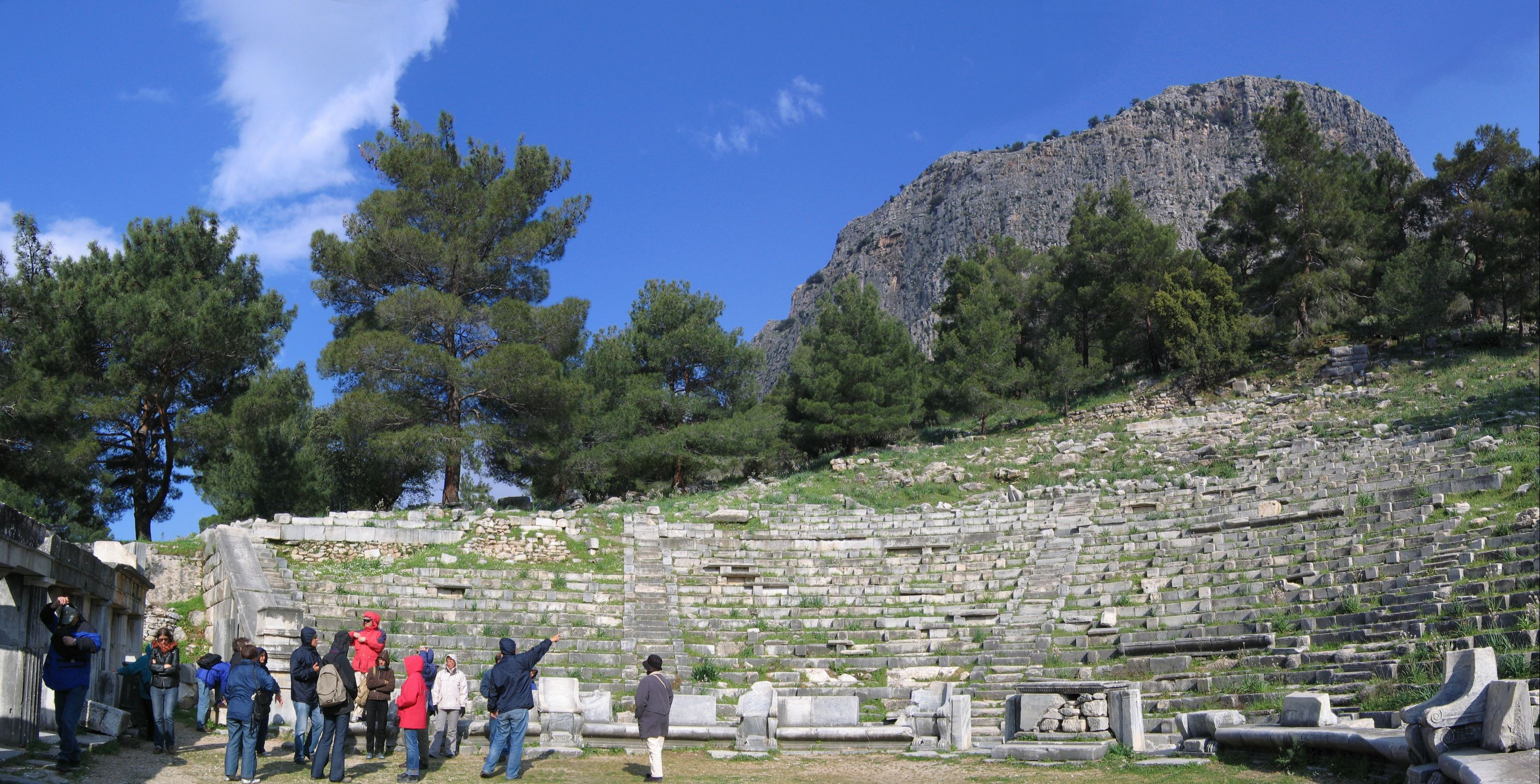
Theater von Priene, im Hintergrund der Felsklotz, auf dem sich die Akropolis befand

Gegen Mitte des 4. Jahrhunderts v. Chr. wurde die Stadt an anderer Stelle neu gegründet. Diese Maßnahme könnte von dem karischen Herrscher Maussollos oder den Athenern veranlasst worden sein. Die heute weitgehend ausgegrabene Siedlung liegt am Südhang der gebirgigen Halbinsel Mykale unterhalb eines über 300 m hohen Felsklotzes, der in das ummauerte Stadtgebiet einbezogen als Akropolis der Stadt diente. Benachbarte Poleis (Stadtstaaten) waren im Westen die Insel Samos, Milet im Süden, Magnesia im Osten und Herakleia am Latmos im Südosten. Die neue Siedlung wurde planmäßig und trotz der teils steilen Hanglage mit einem rechtwinkligen Straßenraster angelegt, das die Fläche in gleich große Insulae gliederte. Solche Stadtanlagen werden nach dem Namen des Theoretikers Hippodamos von Milet als hippodamisch bezeichnet. In der Stadtmitte war ein großer Platz, die Agora, ausgespart. In den Wohngebieten waren die Insulae anscheinend in gleich große Parzellen geteilt und mit einem weitgehend einheitlichen Haustyp bebaut. Der aufwändigste Einzelbau der neuen Stadt war der Athenatempel, der vom Architekten Pytheos geplant wurde. Auf einer seiner Anten ist eine Bauinschrift für Alexander den Großen eingemeißelt, der den Bau unterstützte, als er sich auf seinem Eroberungszug gegen das Perserreich 334 v. Chr. in Ionien aufhielt.
Priene, das wie die anderen griechischen Städte in Kleinasien die Autonomie behielt, hatte eine demokratische Verfassung, deren einzelne Ämter aus den Inschriften bekannt sind. Im Lauf der folgenden Jahrhunderte wurde die Stadt mit zahlreichen Marmorbauten immer weiter ausgebaut, die Agora mit Hallen umgeben. Zahlreiche mit Inschriften versehene Statuenbasen und Exedren zeugen vom Einfluss einzelner Familien.
Priene gehörte zu den hellenistischen Flächenstaaten der Seleukiden und nach 246 für etwa ein halbes Jahrhundert der Ptolemäer, bis es mit dem Sieg der Römer unter Gnaeus Manlius Vulso über die Seleukiden 190 v. Chr. in den Machtbereich Roms gelangte, vorerst als freier selbständiger Bundesgenosse. Gegen Mitte des 2. Jahrhunderts v. Chr. vertraute der kappadokische König Orophernes der Athena von Priene den unermesslichen Schatz von 400 Talenten an. Nachdem Ariarathes V. ihn mit der Unterstützung durch Attalos II., König von Pergamon, vom Thron vertrieben hatte, forderte er von Priene die Herausgabe des Geldes, belagerte die Stadt und verwüstete ihr Umland. Doch ein Hilfsgesuch an die Römer führte zum Rückzug. Gegen 140/130 v. Chr. zerstörte eine Brandkatastrophe die im Westen gelegenen Stadtviertel. Nach dem Tode Attalos’ III. kam Priene mit dem gesamten Reichsgebiet Pergamons 129 v. Chr. per Testamentsbeschluss unter die Herrschaft des Römischen Reichs, wenn es auch nominell freie Stadt blieb.
Die Mithridatischen Kriege (89–65 v. Chr.) brachten einen schweren Einschnitt und wirtschaftlichen Niedergang. Doch einige Bauprojekte zeugen von einer gewissen Erholung, die sich daran bis in die frühe Kaiserzeit anschloss, darunter vor allem die Fertigstellung des Tempels unter Augustus, in dem dieser von da an mit verehrt wurde. Durch Anschwemmungen des Mäanders schob sich die Küstenlinie mehr und mehr hinaus, wodurch Priene mit seinem Hafen an Bedeutung verlor. Aus dem zweiten Jahrhundert stammen immerhin die bescheidenen Reste einer Synagoge.
Bei der Teilung des Römischen Reichs kam Kleinasien – und damit auch Priene – zum oströmischen Reich, das als byzantinisches Reich bis 1453 fortbestand. Vom 5. Jahrhundert an ist die Stadt als Bischofssitz belegt. Die Bischofskirche der Stadt konnte ausgegraben werden. Im 13. Jahrhundert wurde aus Spolien im Bereich der ehemaligen Agora ein Kastell errichtet. Mit der Eroberung durch die Türken gegen 1300 endet schließlich der Nachweis für die Besiedlung der inzwischen Sampson genannten Stadt.

## Archäologie
In der Neuzeit erregten die Ruinen von Priene erstmals wieder 1673 das Interesse englischer Geschäftsreisender. Des berühmten Athenatempels wegen war Priene im 18. und 19. Jahrhundert ein Reiseziel auf den Forschungsreisen der Society of Dilettanti nach Ionien. Dabei legte 1868/69 Richard Popplewell Pullan das Athenaheiligtum weitgehend frei. Die systematische Ausgrabung großer Teile der Stadt begann 1895 durch den Archäologen Carl Humann. Nach dessen Tod 1896 wurde das Unternehmen von Theodor Wiegand und Hans Schrader fortgeführt. Wenige Jahre später wurden die Ergebnisse in einer ausführlichen Publikation vorgelegt. In den Jahren 1995 und 1996 fanden Nachuntersuchungen der ursprünglichen Ausgrabungen statt. Seit 1998 finden weitere Ausgrabungen statt, unter anderem unter der Leitung von Wulf Raeck. In regelmäßigen Kampagnen werden vor allem die spätklassische und hellenistische Stadtplanung und Wohnarchitektur von Priene erforscht.
Priene ist ein Musterbeispiel griechischen regelmäßigen Städtebaus einer mittelgroßen Polis, die ehemalige Einwohnerzahl der Stadt wird auf etwa 5000 Menschen geschätzt. Auf dem Staatsgebiet Prienes lag das Panionion, was der vergleichsweise kleinen Stadt überregionale Bedeutung verlieh. Münzfunde belegen regen Handel mit zahlreichen Städten insbesondere im östlichen Mittelmeerraum.

### Stadtanlage
Der gesamte Stadtstaat umfasste eine Fläche von 400 km², das eigentliche Stadtgebiet Prienes eine Fläche von 37 ha. Allerdings waren davon nur 15 ha bebaut bzw. bebaubar; die übrige Fläche bot im Belagerungsfall Schutzraum für Menschen aus der Umgebung und für deren Vieh. Die Stadt wird von einer Stadtmauer umgeben. Diese schließt neben der Stadt auch die Akropolis ein.
In die Stadt führten drei Tore. Das Westtor führte direkt auf die Hauptstraße. Im Osten konnte man dies aufgrund der landschaftlichen Verhältnisse nicht realisieren. Das Osttor führte ein Stück weiter nördlich in die Stadt und Besucher wurden über eine verbreiterte Nebenstraße auf die Hauptstraße geführt. Das Quellentor führte über einen Treppenaufstieg in die Stadt.
Das rechtwinklige Straßenraster teilte die Stadt in regelmäßige Insulae von 120 × 160 Fuß auf. Durch Vermessungen am Fundort konnte ein äußerst raffiniertes System der Anlage der Straßen rekonstruiert werden. Die von Norden nach Süden führenden Straßen waren überwiegend so genannte Treppenstraßen, das heißt die hohe Steigung (bis zu 35°) wurde mit Treppen ausgeglichen, was allerdings gleichzeitig bedeutet, dass diese Straßen nicht mit Wagen befahren werden konnten.
Die Hauptstraße, die die Stadt von Westen nach Osten auf einer Länge von ungefähr 1000 Metern durchquerte, war die breiteste, mit einer Breite von etwa 7,1 Metern, in damaligen Maßeinheiten der Stadt 24 Fuß. Aufgrund von Messungen an Straßen, Gebäuden und Heiligtümern wurde ein gründungszeitliches Fußmaß von 29,46 cm ermittelt. In späthellenistischer und römischer Zeit wurden auch davon abweichende Fußmaße verwendet.

### Agora
Die Agora, der öffentliche Markt- und Versammlungsplatz, lag etwa in der Mitte der Stadt. Sie nahm in Ost-West-Richtung die Breite zweier Insulae des Stadtrasters und in Nord-Süd-Richtung die Länge von anderthalb Insulae ein; sie maß damit 82 × 88 m. Der südliche Teil des Platzes war auf drei Seiten von einer umlaufenden Säulenhalle dorischer Ordnung umgeben; den jenseits der Hauptstraße gelegenen Nordrand bildete zuerst eine ähnliche Säulenhalle. Sie wurde in der Mitte des 2. Jahrhunderts v. Chr. durch einen zweischiffigen Neubau ersetzt, Heilige Halle genannt, die sich noch eine Insulabreite nach Osten fortsetzte und über 116 m lang war. Die Mischordnung ihrer Säulenfront vereint Elemente der dorischen und ionischen Ordnung (Stegkannelierung der Säulen sowie im Gebälk Zahnschnitt und ionisches Geison). West- und Ostwand der Halle wurden innen im Laufe der Zeit mit öffentlichen Urkunden beschrieben.
In der Mitte des Platzes befindet sich ein Fundament, auf dem früher ein Altar, möglicherweise für Zeus oder Hermes stand. Über die gesamte Platzfläche hinweg finden sich zahlreiche weitere Fundamente kleinerer Exedren, Denkmäler und Statuen. Im Nordosten der Agora liegen die wichtigsten Verwaltungsbauten der Stadt, das Buleuterion und das Prytaneion.
Östlich der Agora liegt das Heiligtum des Asklepios, dessen Eingang nicht an der Agora, sondern an der davon abgewandten Ostseite des Heiligtums lag. Das Zentrum der Anlage bildet ein kleiner Antentempel aus dem 2. Jh. v. Chr., dessen Bauformen sich eng am Vorbild des Athena-Tempels orientieren. Vor dem Tempel finden sich die Fundamente eines Altars, nördlich davon die Reste einer kleinen dorischen Säulenhalle.

### Athenaheiligtum
Der Athenatempel zählt zu den relativ wenigen Bauten der griechischen Antike, deren Architekt namentlich überliefert ist. Nach Vitruv (1, 1, 12 und 7, praef. 12) wurde er von Pytheos entworfen, der auch am Mausoleum von Halikarnassos mitarbeitete. Vitruv rühmte dabei die Tätigkeit am Athenatempel als vortrefflich.
Der Tempel war ein Peripteros mit 6 × 11 Säulen, die eine kleinasiatisch-ephesische Basis hatten. Unüblich für die ionische Ordnung erhielt der Naos einen Opisthodom.
Durch die Untersuchung der Bauornamentik wurden mehrere Bauphasen belegt, vom Beginn in der zweiten Hälfte des 4. Jahrhunderts v. Chr. bis zur Vollendung in der frühesten römischen Kaiserzeit, vermutlich noch unter Augustus.
Durch seine Erwähnung bei Vitruv wurde dem Athenatempel und seiner Ordnung in der Neuzeit große Bedeutung beigemessen. Nach der Entdeckung des Tempels im 18. Jahrhundert wurde er zur Gewinnung von Bauformen herangezogen (z. B. Altes Museum, Berlin).

### Theater

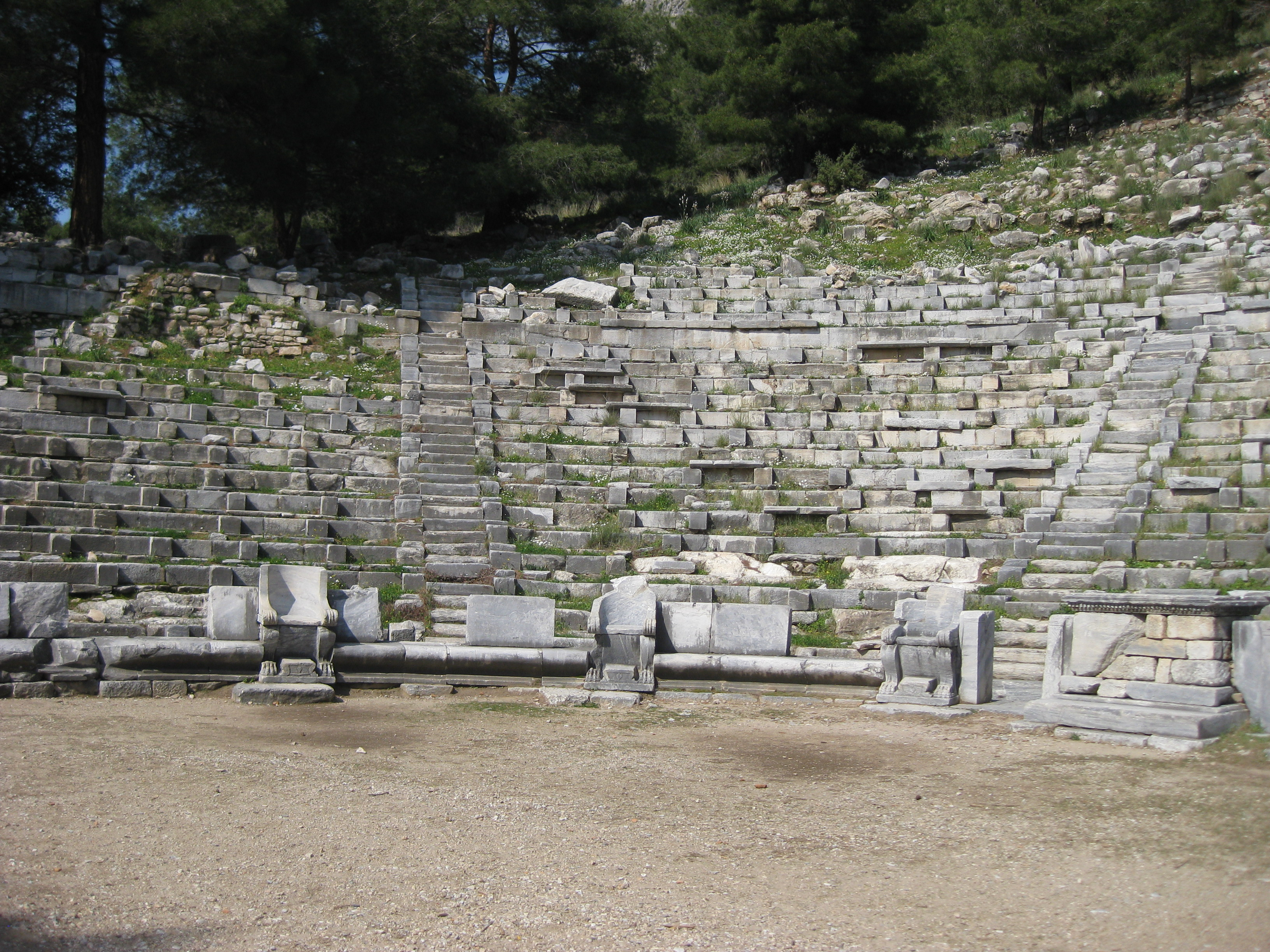
Theater Priene

Von den über zwanzig zum Teil sehr gut erhaltenen Theatern Westkleinasiens hat allein dieses die hellenistische Form im Wesentlichen bewahrt. Alle anderen wurden in römischer Zeit grundlegend umgebaut. Eine Besonderheit sind die fünf Marmorsessel rings um die Orchestra, die für Würdenträger und Ehrengäste bestimmt waren.

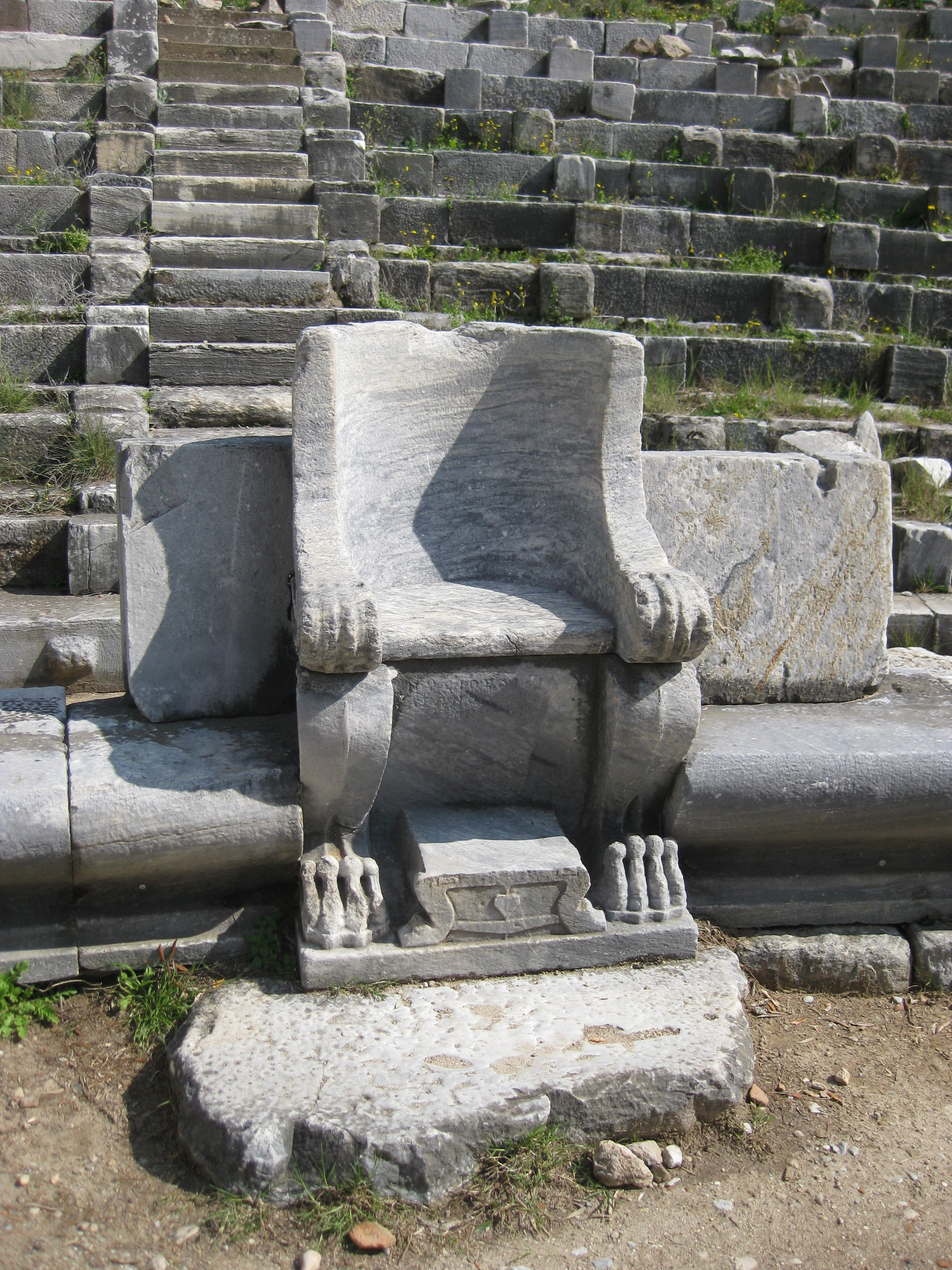
Ehrensessel Theater Priene

 In der Hauptachse zwischen Bühnenhaus (Skene) und Zuschauerraum steht ein Altar für den Gott Dionysos, aus dessen Kult das Theaterspiel der Antike hervorging. Gut erhalten sind das Proszenium (Proskenion) mit Halbsäulenpfeilern und einem dorischen Gebälk sowie das Bühnenhaus. Zwischen den Pfeilern wurden Tafeln mit aufgemalten Hintergründen aufgehängt – die Vorläufer des späteren Bühnenbildes. Das Theater hatte eine hervorragende Akustik und fasste mit 6500 Personen alle Bewohner der Stadt. Es wurde sowohl für Theateraufführungen als auch für Bürgerversammlungen genutzt. Darauf deutet ein Stein mit einer Halterung für eine Sanduhr hin, die die Redezeit begrenzte.

## Rezeption
Seit ihrer Ausgrabung und Publikation 1904 gilt Priene als Standardbeispiel und Ideal einer spätklassisch-hellenistischen Stadtanlage. Der von Vitruv als herausragendes Beispiel ionischer Baukultur gerühmte Athena-Tempel erregte bereits im 19. Jahrhundert starkes Interesse durch Wissenschaft und Architektur. Seine ionische Säulenordnung ist exemplarisch bis heute in enzyklopädischen Werken zu finden. Der stringente Stadtplan mit seinen teilweise gut erhaltenen Einzelbauten fand im frühen 20. Jahrhundert Eingang in urbanistische und architekturtheoretische Schriften und Lehrbücher. Einzelne Bauten und Anlagen waren unmittelbar vorbildhaft für moderne Bauprojekte.